# Двухподвес

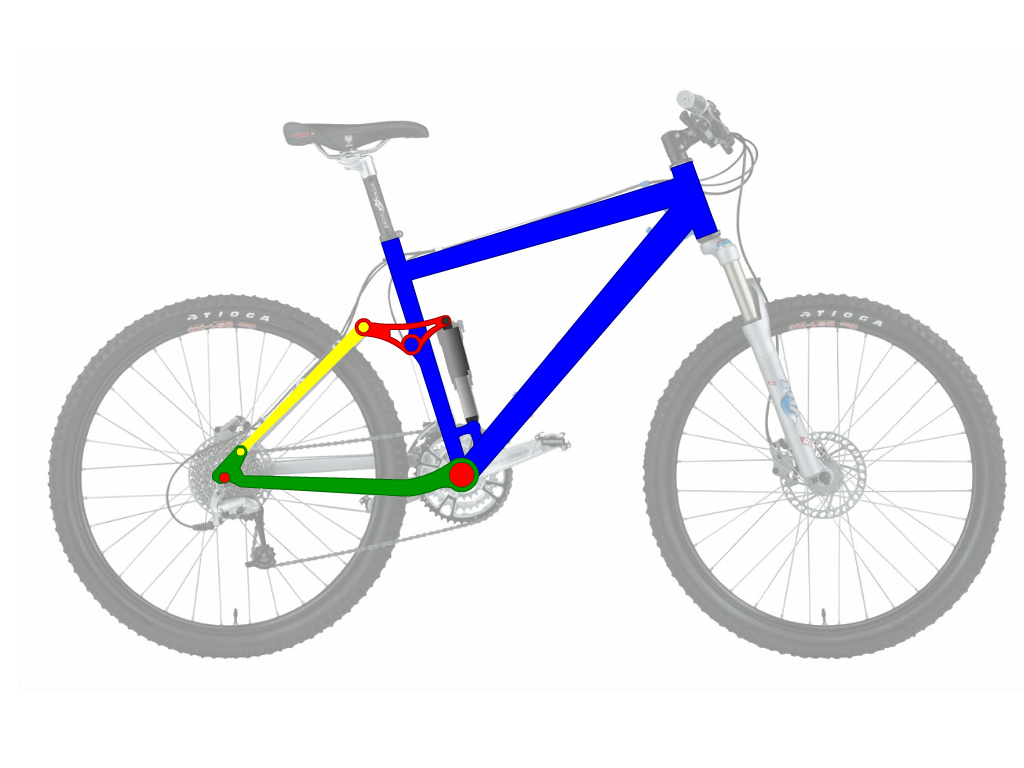
Схема четырёхрычажной подвески

Двухподвес — горный велосипед, имеющий амортизацию на обоих колесах, в отличие от хардтейла, который имеет амортизацию только переднего колеса. Амортизация помогает лучше контролировать велосипед на неровностях, поскольку не только смягчает удары, но и обеспечивает лучший контакт колёс с дорогой.
Если амортизация переднего колеса представляет собой вилку, аналогичную хардтейлу, то типов подвесок заднего колеса очень много. Практически каждый производитель пытается придумать свой вид подвески (из-за лицензионных проблем). Но по сути они часто сводятся всего к двум видам:
1. Четырёхрычажные подвески. Классический пример подвески велосипедов Giant и Specialized.
2. Однорычажные подвески. Известные также как мото-подвески (мото маятник).

Длина хода подвески может составлять от 80 мм до 260 мм. Наибольшей популярностью пользуются двухподвесы с ходом 120—140 мм, предназначенные для скоростного преодоления пересечённой местности.
Постоянное совершенствование конструкций подвесок заднего колеса обусловлено поиском баланса между мягкостью подвески, активностью её работы и эффективностью педалирования. Примером технически сложного, но эффективного решения может служить подвеска Magic Link от производителя велосипедов Kona.
Двухподвесные велосипеды сейчас используются во многих видах катания: даунхилл, фрирайд, all mountain, кросс-кантри, 4х, дёрт и других.

## Галерея

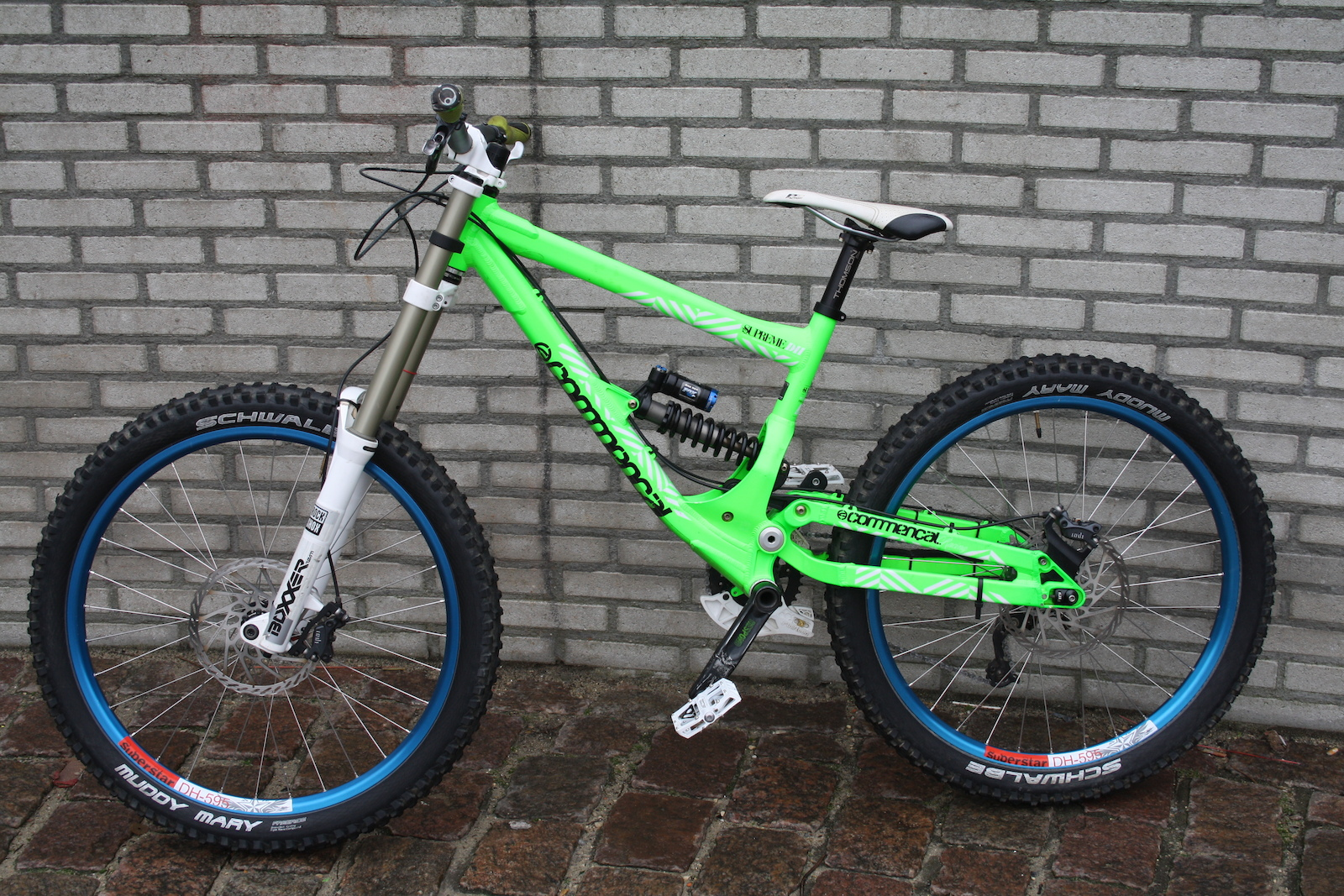
Двухподвес для даунхилла Commencal Supreme DH v2
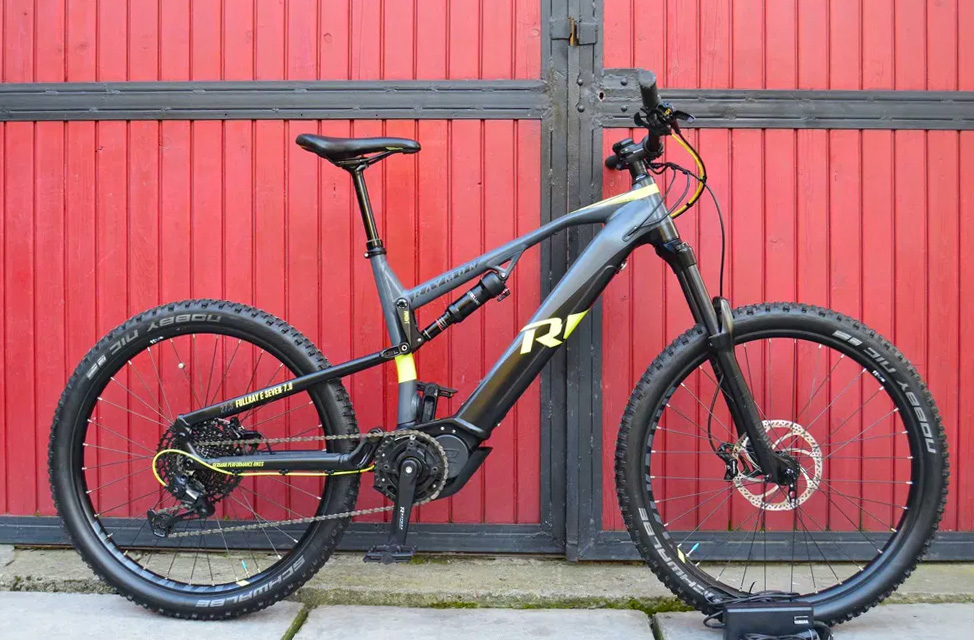
Электрический двухподвес Raymon Fullray E Seven 7.0 27.5
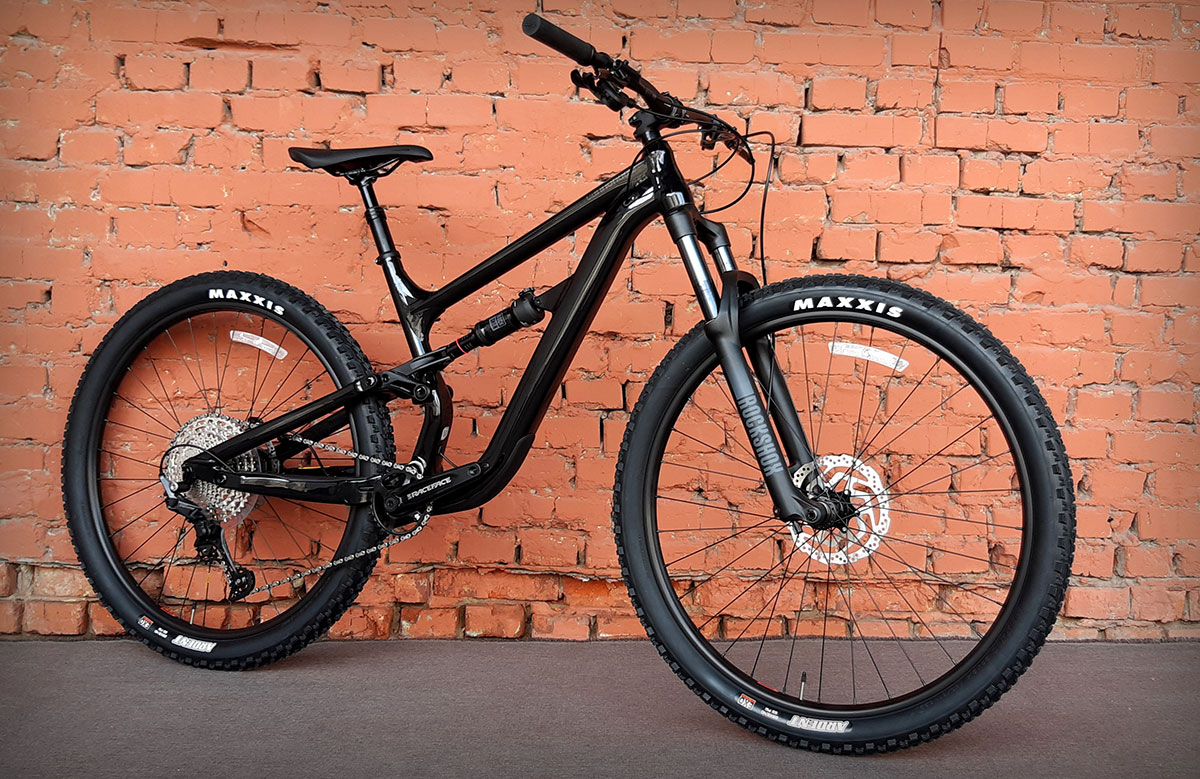
Двухподвес для трейла Cannondale Habit 5 (2021)
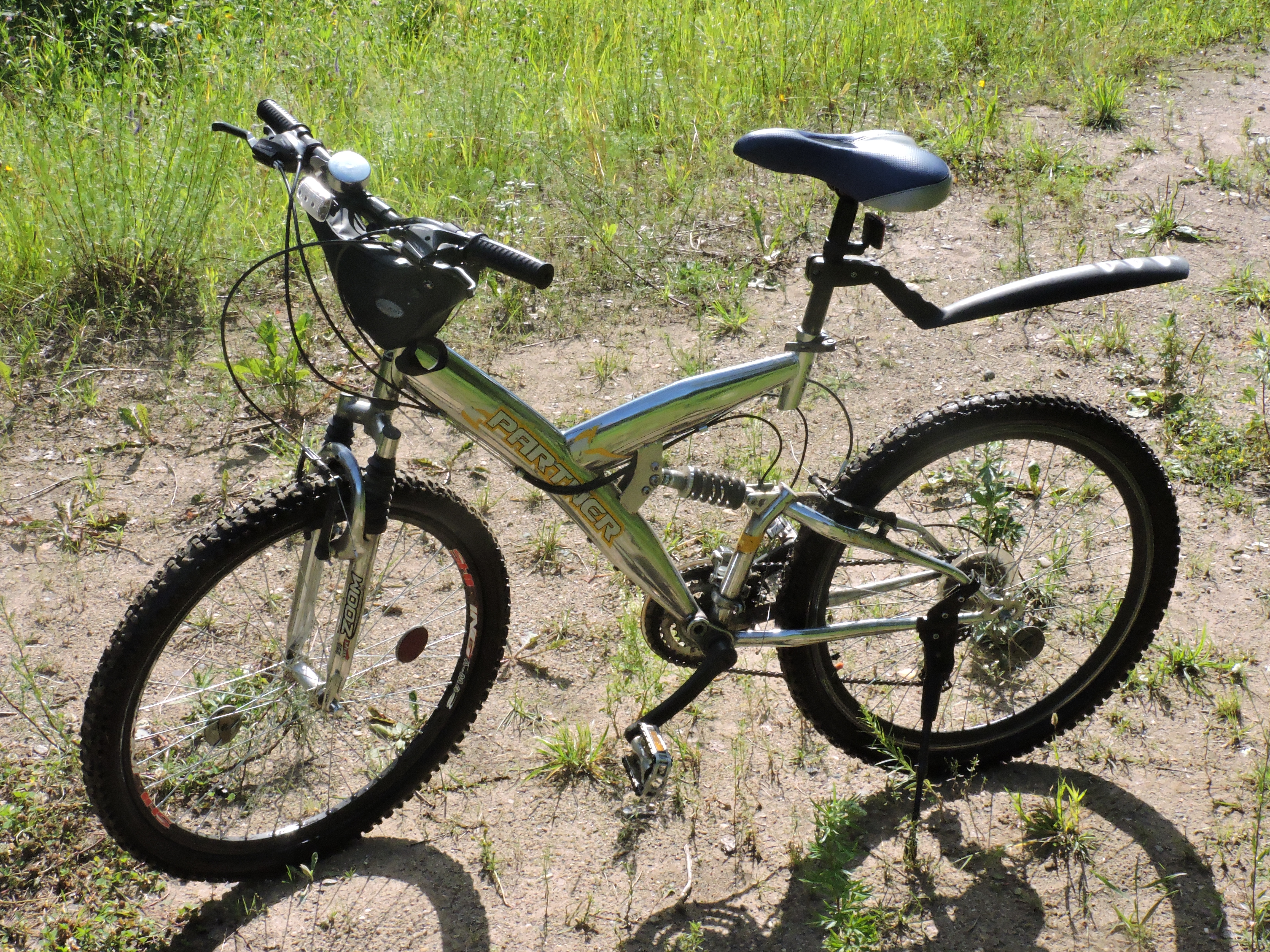
Прогулочный двухподвес Partner-703 (2011)